# 松山新区
松山新区，即与锦州高新技术产业开发区实行一个机构两块牌子的兼有行政区域和高新技术产业开发区功能的区域，是坐落于中国辽宁省锦州市的国家级高新技术产业开发区。

## 历史
锦州高新技术产业开发区成立于1992年。成立当年，被辽宁省人民政府批准为省级高新技术产业开发区。2004年7月和2005年1月经锦州市委和市政府批准，先后在锦州市内成立了锦州南站新区和凌南新区，后者与锦州高新技术产业开发区实行一套人马两个牌子。2007年，为整合城市资源和加快城市南扩发展，锦州南站新区和凌南新区合并组成了今天的松山新区，仍与锦州高新技术产业开发区实行一套人马两个牌子。2015年2月，被中华人民共和国国务院正式批准为国家级高新技术产业开发区。

## 发展与规划
为充分结合区位优势、区域特点和特色经济，松山新区的规划主要可以“一城、一区、一园”概括。“一城”是指锦州南站科技创新城，总体规划面积为13.01平方公里；“一区”是指辽西金融集聚区，总体规划面积为4.6平方公里，以打造现代服务业升级版为首要目标；“一园”是指高新技术产业园，总体规划面积为23.7平方公里，以健康及生物制药产业为主导，同时以汽车零部件、电子信息和食品加工三大产业作为支撑辅助。
农业方面，松山新区域内农业生产水平较低，绝大部分耕地以农户为单位进行经营，户均耕地面积不足10亩。

## 行政区划
据2016年5月官网信息显示，松山新区(高新区)现辖凌南、南山、松山、巧鸟4个街道办事处和市、区2个果树农场，26个行政村，7个社区。

## 交通
松山新区有多条公路和铁路经过。如 102国道、 京哈高速、 丹锡高速、 阜锦高速等。松山新区距锦州港约10公里，距锦州湾机场约8公里。 
- 秦沈客运专线、京哈铁路：锦州南站